# Stari Slankamen
Stari Slankamen (cyr. Стари Сланкамен) – wieś w Serbii, w Wojwodinie, w okręgu sremskim, w gminie Inđija. W 2011 roku liczyła 543 mieszkańców.